# 軍事準則
軍事準則（英語：Military doctrine），又譯戰鬥教義、軍事學說，意指軍事力量（軍隊）如何進行軍事行動，發起戰役，進行交戰以及達成軍事目標的基本思想與原理。
軍事準則指引部隊如何快速的及正確的運動，提供一個一般性的框架來了解軍隊運作。使軍隊的運作標準化，建立一個一般性的共通方法來達成軍事任務。它是行動指南，而不是硬性規定。學說為整個軍隊提供了一個共同的參考框架。它有助於標準化操作，通過建立完成軍事任務的通用方法來促進戰備狀態。

## 定義
北大西洋公約組織（NATO）定義軍事準則為「指引軍隊達成其目標的基本原理。它具備權威性，但在應用時需要仔細的判斷。」（Fundamental principles by which the military forces guide their actions in support of objectives. It is authoritative but requires judgement in application.）

## 各國發展

### 中華民國
《中華民國國防法》規定，中華民國軍隊的軍事準則由國防部參謀本部制定，由參謀總長向各級軍隊頒布。